# Tora Berger
Tora Berger, född 18 mars 1981 i Ringerike, Norge, är en norsk skidskytt. Hon är yngre syster till flerfaldige skidskytte- och längdåkningsvärldsmästaren Lars Berger.

## Karriär
Berger har varit med i världscupen i skidskytte sedan säsongen 2002/2003, men karriärens första världscupseger kom säsongen 2007/2008, då hon vann masstarten i finska Kontiolax. I mästerskapssammanhang har Berger tagit nio individuella medaljer men hennes främsta merit är OS-guldet från 2010. Hon vann distansloppet vid vinter-OS 2010 i Vancouver efter totalt en bom på fyra skjutningar. Berger har ytterligare sju VM-medaljer i stafetter, varav tre raka guld i mixstafett 2011–2013. Hennes bästa placering i den totala världscupen är ifrån säsongen 2008/2009 då hon slutade på en tredje plats, efter Kati Wilhelm och Helena Ekholm.
Vintern 2010/2011 slutade Berger på en fjärde plats i den totala världscupen. Det blev totalt sex individuella segrar, den första kom i distansen i Pokljuka, det blev ytterligare fem segrar under säsongen.
Berger har tagit VM-guld i mixstafett tre år i rad (2011–2013), alla tillsammans med Ole Einar Bjørndalen. På distansloppet under VM i Ruhpolding 2012 tog hon sitt första individuella VM-guld och tog senare även guld i masstarsloppet. Med sina tre guld från mästerskapet blev hon självklar VM-drottning. Det blev hon även 2013 i Nove Mesto då hon blev historisk som den första skidskytten som tog sex medaljer i ett och samma mästerskap av sex möjliga. (4 guld och 2 silver). Hon har tagit 10 medaljer, varav 7 guld bara i de två senaste mästerskapen.
Tora Berger (och Norge som nation) satte även ett nytt rekord i världscupen säsongen 2012/2013. Det är första gången en och samma utövare är med och tar hem alla sju delcuperna. (Sprint-, jakt-, distans-, mass-, total-, stafett-, mix- och nationscupen.)
Berger tog silver i jaktstart och guld i mixstafett vid olympiska vinterspelen 2014 i Sotji.
Berger tilldelades Norska sportjournalisternas statyett 2012.

## Världscupsegrar
Not: VM- och OS-tävlingar ingår också i världscupen

### Individuellt (28 st)
| Datum            | Plats                | Land      | Disciplin      |
| ---------------- | -------------------- | --------- | -------------- |
| 2 december 2007  | Kontiolax            | Finland   | Jaktstart      |
| 5 januari 2008   | Oberhof              | Tyskland  | Sprint         |
| 22 januari 2009  | Antholz              | Italien   | Sprint         |
| 22 mars 2009     | Trondheim            | Norge     | Masstart       |
| 5 december 2009  | Östersund            | Sverige   | Sprint         |
| 8 februari 2010  | Vancouver            | Kanada    | Distans (OS)   |
| 16 december 2010 | Pokljuka             | Slovenien | Distans        |
| 15 januari 2011  | Ruhpolding           | Tyskland  | Sprint         |
| 16 januari 2011  | Ruhpolding           | Tyskland  | Jaktstart      |
| 21 januari 2011  | Antholz              | Italien   | Sprint         |
| 23 januari 2011  | Antholz              | Italien   | Masstart       |
| 6 februari 2011  | Presque Isle         | USA       | Jaktstart      |
| 4 december 2011  | Östersund            | Sverige   | Jaktstart      |
| 15 januari 2012  | Nové Město na Moravě | Tjeckien  | Jaktstart      |
| 7 mars 2012      | Ruhpolding           | Tyskland  | Distans (VM)   |
| 11 mars 2012     | Ruhpolding           | Tyskland  | Masstart (VM)  |
| 29 november 2012 | Östersund            | Sverige   | Distans        |
| 1 december 2012  | Östersund            | Sverige   | Sprint         |
| 2 december 2012  | Östersund            | Sverige   | Jaktstart      |
| 16 december 2012 | Pokljuka             | Slovenien | Masstart       |
| 13 januari 2013  | Ruhpolding           | Tyskland  | Masstart       |
| 19 januari 2013  | Antholz              | Italien   | Jaktstart      |
| 10 februari 2013 | Nové Město na Moravě | Tjeckien  | Jaktstart (VM) |
| 13 februari 2013 | Nové Město na Moravě | Tjeckien  | Distans (VM)   |
| 1 mars 2013      | Holmenkollen         | Norge     | Sprint         |
| 2 mars 2013      | Holmenkollen         | Norge     | Jaktstart      |
| 3 mars 2013      | Holmenkollen         | Norge     | Masstart       |
| 5 januari 2014   | Oberhof              | Tyskland  | Masstart       |